# مسجد حسن پادشاه
مسجد و مدرسه حسن پادشاه، یکی از مساجد قدیمی تبریز است که در محوطهٔ بازار شتربان و میدان صاحب‌آباد واقع شده‌ است. 

## تاریخچه
کاتب چلبی، مولف کتاب جهان‌نما درباره این مسجد می‌نویسد:
... جامع السلطان حسن که از بناهای اوزون حسن پادشاه آق‌قویونلو است و به طرز جوامع سلاطین با سنگ تراش و سرب ساخته شده، بنای متین و باشکوهی است. در کنار صفهٔ محراب، یک قطعه مرمر بلغمی بزرگ به طول و عرض چند ذرع به دیوار نصب شده و جامع را رونق بخشیده‌ است. سنگ مرمری با چنین ابعاد از نوادر به‌شمار می‌رود. اولیا چلبی، که در سال ۱۰۵۰ ه. ق از مسجد حسن پادشاه دیدن کرده در توصیف این مسجد می‌نوشته: .. این مسجد را سلطان حسن آق قویونلو بنا کرده‌است ... بنای این مسجد یکی از شاهکارهای هنر معماری است. گنبدهای آن همه کاشی کاری شده و از چهار سو دارای منافذی هستند که با سنگ‌های مرمرین مزین و مشعشع گردیده‌اند.
چلبی در تشریح تزیینات مسجد می‌افزاید:
روی هر چهار دیوار این مسجد بزرگ را با اسلیمی ها، ترنج‌ها، گل‌ها و بوته‌های گوناگون و کتیبه‌های متعدد حجاری و گچ بری شده زینت بخشیده‌اند. بالای درها و پنجره‌ها نیز سنگ نبشته‌هایی با خط ثلث جلی وجود دارد که بی‌شباهت به خط زیبای یاقوت مستعصمی نیست. در طرفین محراب این مسجد دو پارچه ستون سنگیِ زرد رنگ قرار دارد که گویا این‌ها از کهربا است و نظیرشان در هیچ جای دنیا پیدا نمی‌شود.

## وضع کنونی
در وضعیت کنونی مسجد حسن پادشاه، ازآن همه سنگِ تراش و رخام و کاشی جز تعدادی اندک باقی نمانده‌است، زیرا در اوایل قرن حاضر در محل حسن پادشاه، مسجدی با ستون‌های چوبی و سقف مسطح برپا شد که هنوز مورد استفاده اهالی است.

## نگارخانه

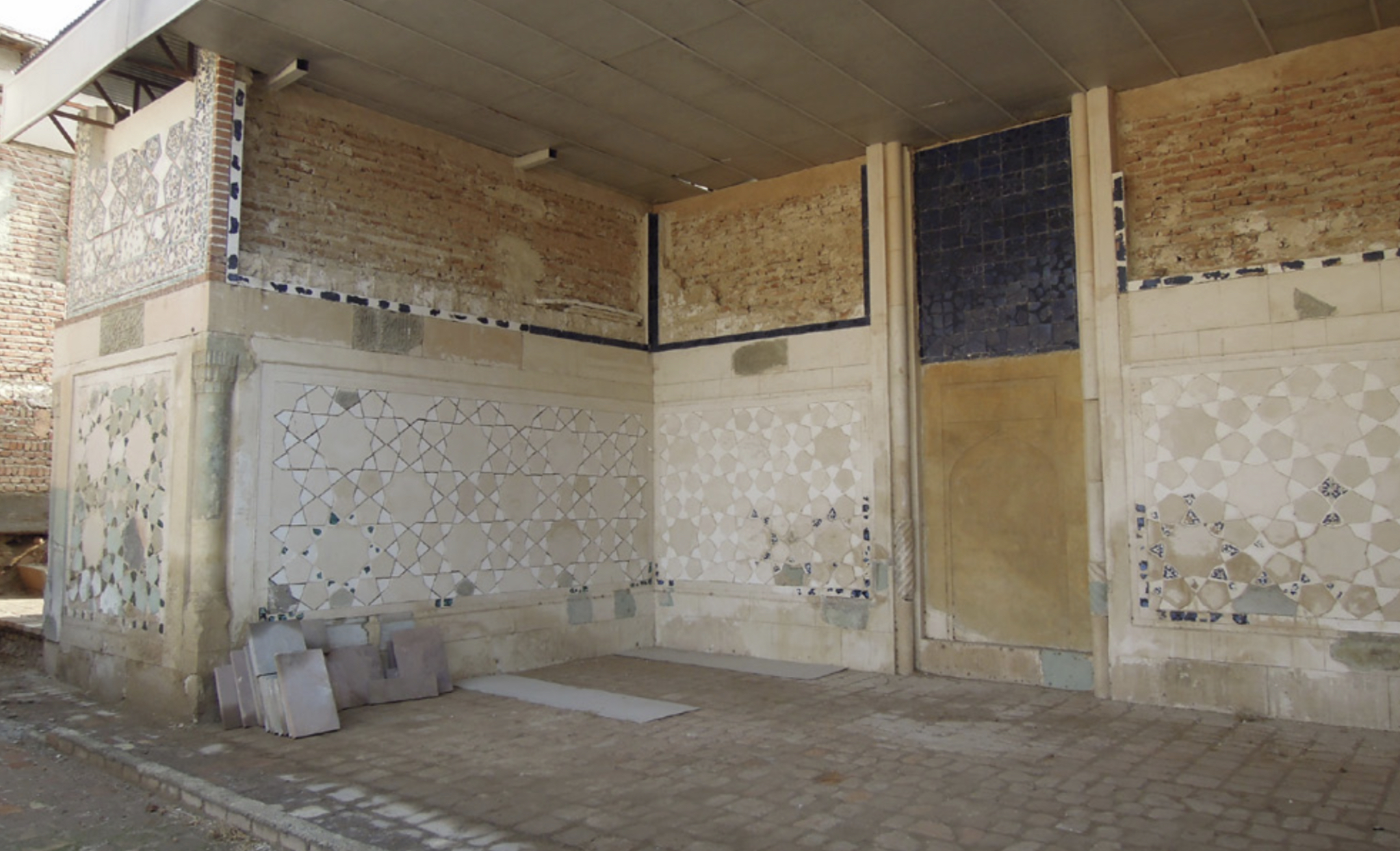
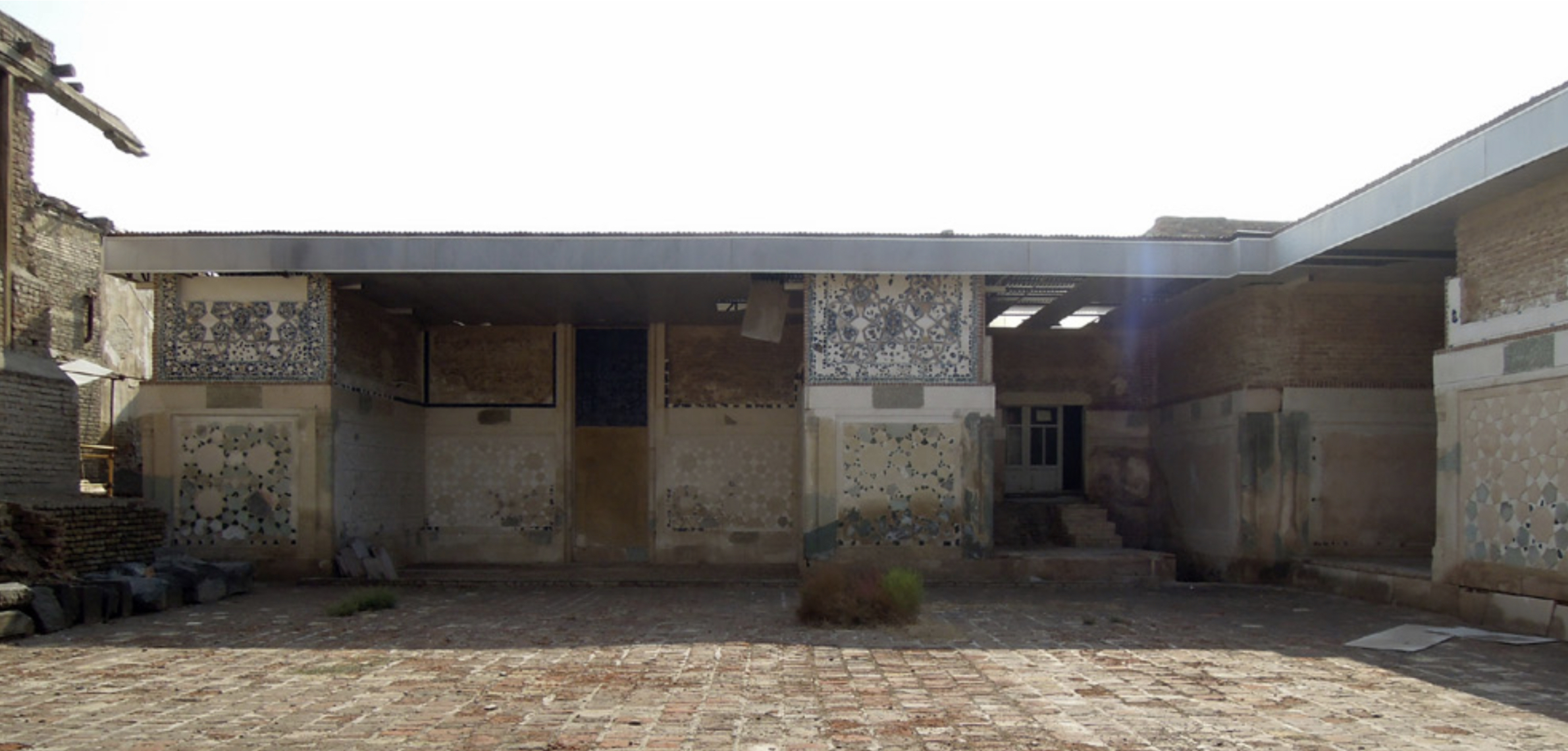
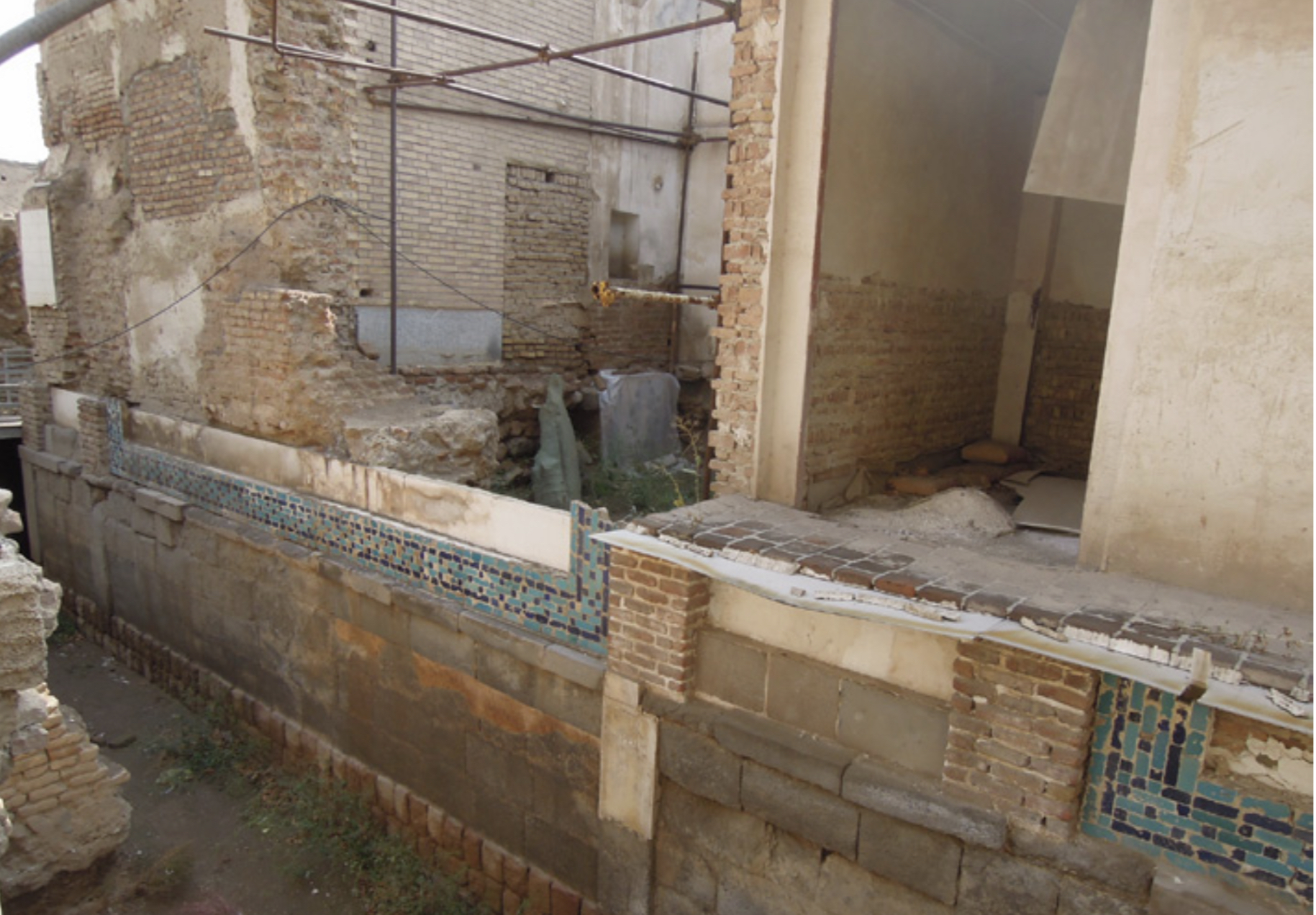
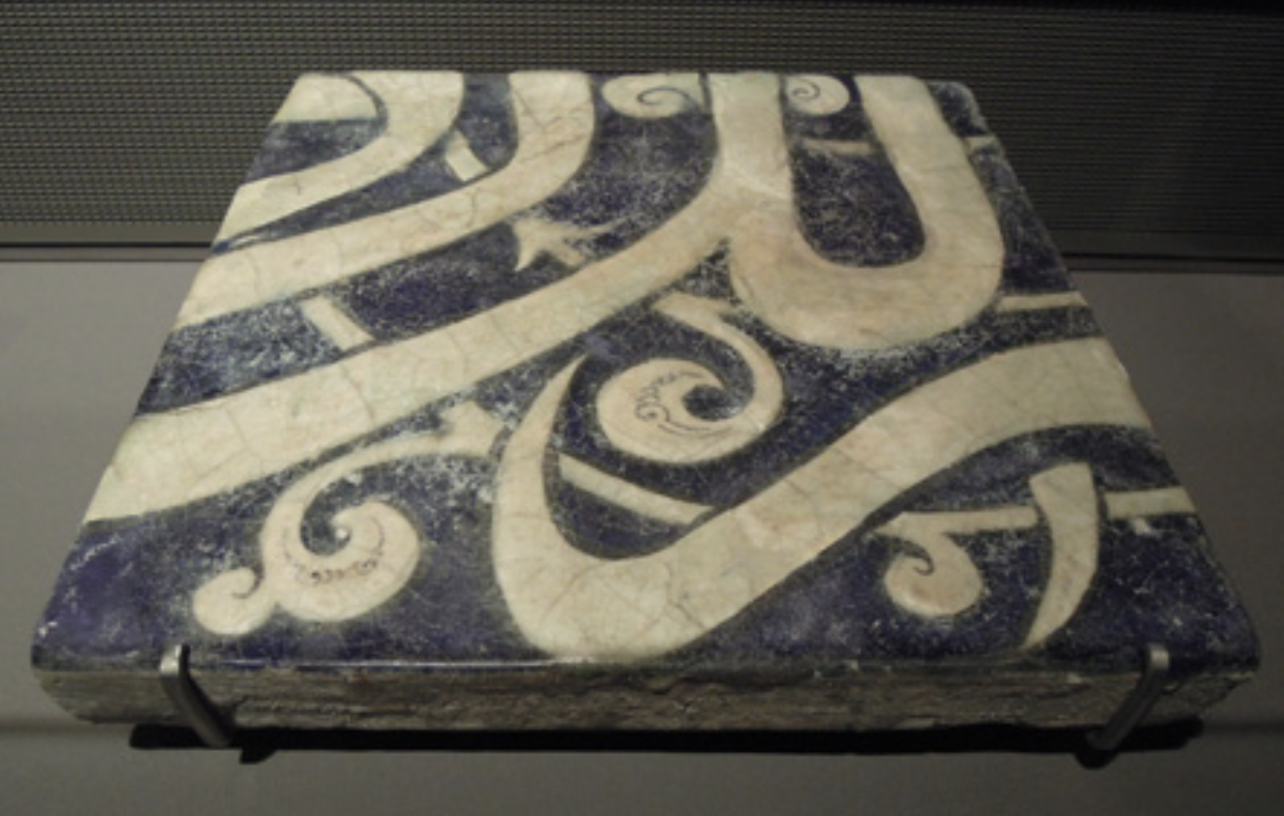
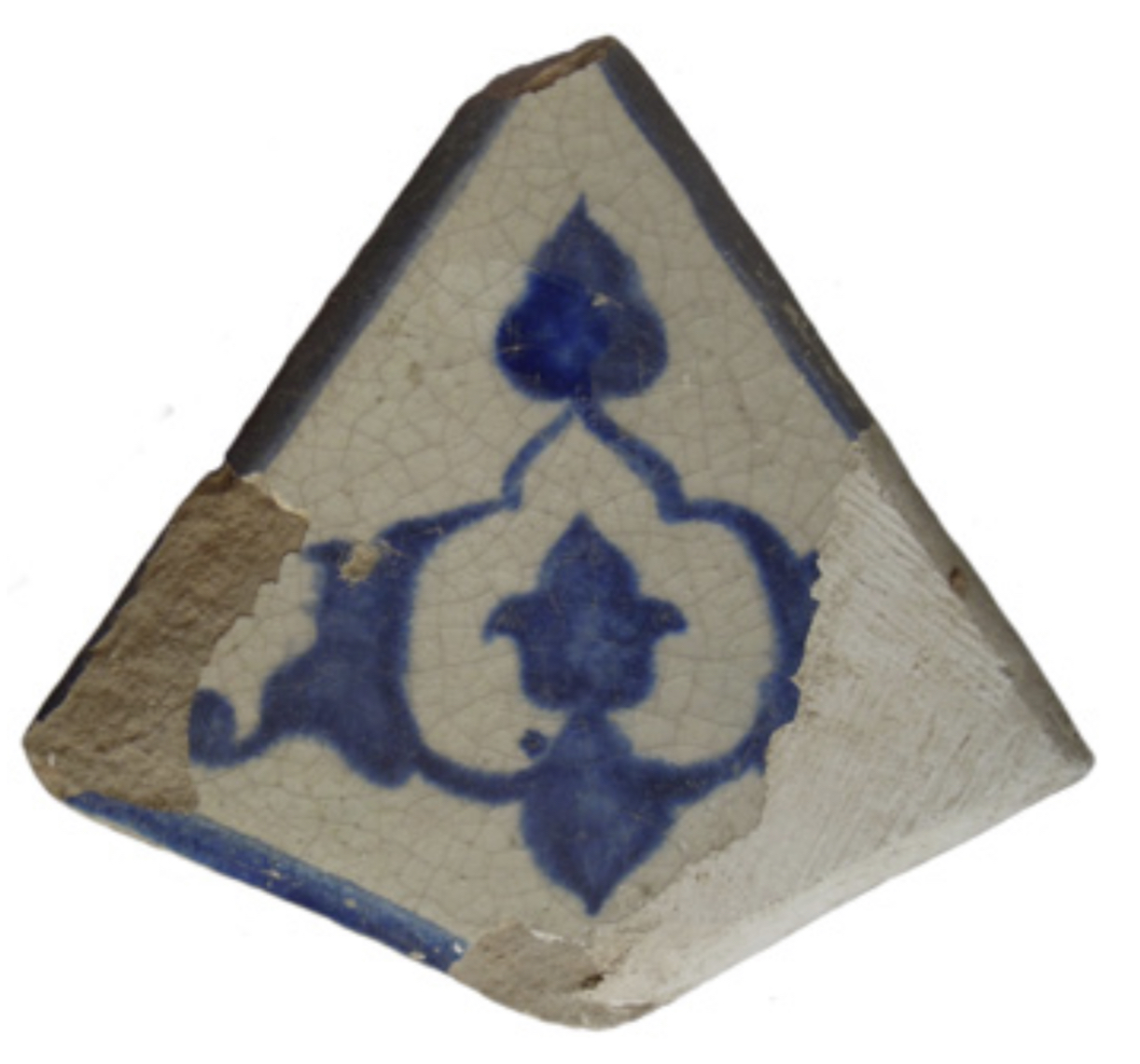